# Strade provinciali della città metropolitana di Palermo
Questo è un elenco delle strade provinciali presenti sul territorio della città metropolitana di Palermo e di competenza della città metropolitana stessa. La rete stradale è suddivisa in 9 aree: Alte Madonie, Alto Corleonese, Area Metropolitana (Zone A e B), Basse Madonie, Basso Corleonese, Imerese, Lercarese, Partinicese.

## Strade Provinciali delle Alte Madonie
- SP 9 delle Madonie:  Settentrionale Sicula presso Marina di Roccella-Campofelice di Roccella-Collesano-Isnello-Castelbuono (km 34,700)
- SP 9 bis di Cammisini: Collesano - di Polizzi presso B° Firrionello (km 11,500)
- SP 10 di Sella Rimedio: Alimena-Sella Rimedio (km 3,200)
- SP 11 di Blufi: di Alimena presso B° Giaia-Blufi-Ferrarello-Locati-di Alimena presso B° Locati (km 8,150)
- SP 14 di Casalgiordano: dell'Etna e delle Madonie presso B° Sotto Gangi-Passo Virga(1° tronco, km 16,000)-dalla di Alimena(2° tronco, km 3,000)
- SP 15 del Santuario di Gibilmanna: B° Gibilmanna-Santuario di Gibilmanna (km 0,650)
- SP 25 di Pollina: Settentrionale Sicula presso B° Raisigerbi-Pollina (km 11,400)
- SP 28 di Lascari e Gratteri: Settentrionale Sicula presso B° Piletto-Lascari-Gratteri-B° Piano delle Fate (km 18,900)
- SP 29 delle Petralie: Petralia Sottana-Petralia Soprana-dell'Etna e delle Madonie presso B° Ferracci (km 7,200)
- SP 32 di Bompietro: B° Trinità-Chiarisi-Bompietro-B° Ragona (km 8,300)
- SP 52 di San Mauro: Settentrionale Sicula presso B° Badia-Borrello-B° Convento-B° Calabrò (km 31,000)
- SP 52 bis di Portella Ciambra: B° Vinceri-Portella Ciambra verso Castel di Lucio (km 3,385)
- SP 52 ter Diramazione di S.Mauro: B° Convento-San Mauro Castelverde
- SP 54 di Piano Battaglia: B° Mongerrati-Piano Zucchi-Piano Battaglia-Petralia Soprana (km 34,100)
- SP 54 bis di Gibilmanna: Cefalù-B° Gibilmanna-B° Piano delle Fate-B° Madonna del Lume (km 21,600)
- SP 60 di Calabrò: B° Borrello-B° Calabrò- dell'Etna e delle Madonie presso B° Comunello (km 34,200)
- SP 62 di Case Verdi: B° Maggiore-Sotto Borgo Verdi-B° Fiume Salso (km 6,650)
- SP 113 Circonvallazione di Piano Battaglia: B° Ospedaletto-B° Spinapulci (km 2,050)
- SP 119 di Portella Colla: Polizzi Generosa-Portella Colla (km 12,200)
- SP 128 del Bosco e Margifuto: B° Drinzi-B° Armizzo (km 15,380)
- SP 129 di Basalacoi e Terre Bianche: B° S.Agata-B° Marina di Roccella (km 6,780)
- SP 130 di Montenero: B° Pian di Pasquale- di Castelbuono presso B° Montenero (km 6,370)
- SP 136 di Gallizza e Campella:  Settentrionale Sicula presso B° S.Lucia-C/da Gallizza-C/da Campella-Quadrivio Prima Croce-C/da Bosco (km 13,041)

## Strade Provinciali dell'Alto Corleonese
- SP 4 di Portella di Poira: San Cipirello-Corleone (km 23,350)
- SP 4 bis della Patria: B° Patria-B° Sella Galardo (km 8,000)
- SP 5 bis di Piana: Altofonte-Piana degli Albanesi- Corleonese Agrigentina presso B° Ficuzza (km 28,584)
- SP 27 di Roccamena: B° Ponte Pernice-Sella Galardo-Roccamena (km 13,600)
- SP 27 bis di Maranfusa: B° Galiello-B° Maranfusa (km 5,355)
- SP 34 di Portella della Ginestra: Piana degli Albanesi-B° S.Antonino-San Giuseppe Jato (km 12,550)
- SP 42 di Tagliavia:  Corleonese Agrigentina presso B° Pizzo Pietralunga-Santuario del Rosario-B° Scalilli (km 12,820)
- SP 45 di Ponte Aranci: B° Ponte Aranci-Bà Casalotto (km 12,200)
- SP 65 bis di S.Loe: B° Masseria Pietralunga-C/da s.Loe- Palermo-Sciacca presso B° Perciata (km 10,230)
- SP 65 ter di Kaggio: B° Zabbiotta-B° Kaggio (km 6,000)
- SP 70 del Pioppo: B° Case Patria-B° Pioppo (km 7,500)
- SP 71 della Zabbia: B° Masseria Pernice-B° Zabbia (km 10,350)
- SP 75 del Casale: B° Ponte Casale-B° Due Rocche (km 11,620)
- SP 80 di Corleone: Corleone- Centro Occidentale Sicula presso B° Belvedere (km 0,960)
- SP 91 del Feudo di Pietralunga: B° S.Loe-B° Torre dei Fiori (km 4,070)
- SP 92 di Torre dei Fiori: B° Masseria Torre dei Fiori-Quadrivio Arcivocale (km 3,210)
- SP 93 del Manale: Quadrivio Arcivocale-B° Manale (km 5,800)
- SP 94 dell'Aquila: B° Manale-B° Pizzo dell'Aquila (km 4,070)
- SP 95 di Monteaperto: B° Manale-B° Monteaperto (km 3,809)
- SP 96 di Rocche di Rao: B° Rocche di Rao-B° Marraccia (km 4,740)
- SP 97 della Torrazza: B° Marabino-B° Casalottello (km 15,014)
- SP 99 di Borgo Schirò: B° Borgo Schirò-B° Sparacia (km 8,660)
- SP 100 di Malvello: B° Cantoniera Malvellotto-B°Malvello (km 1,900)
- SP 101 della Castellana: B° Castellana-B° S.Loe (km 2,620)
- SP 102 di Guadalami: B° Maganoce-B° Kaggiotto (km 7,080)
- SP 102 bis della Galleria Cerasa: B° Gianvicario-B° Kaggio (km 7,320)
- SP 103 di Duccotto: B° Duccotto-Cozzo dell'Aquila-B° S.Agata (km 8,250)
- SP 104 del Catagnano: B° Catagnano-B° Mammana (km 4,390)
- SP 120 Circonvallazione di Piana: B° Dingoli-Santa Maria dello Stretto-Piana degli Albanesi (km 2,850)
- SP 133 di Finochiaro: B° Case Finocchiaro-Roccamena (km 2,650)

## Strade Provinciali dell'Area Metropolitana - Zona A
- SP 6 di Baucina e Ventimiglia:  Catanese presso Svincolo Cannizzaro-Baucina-Ventimiglia di Sicilia-Trabia
- SP 6 bis di Bivio Bagni: B° Bagni- Catanese Svincolo Cannizzaro
- SP 16 della Traversa: Bagheria-Cozzo di Volpe
- SP 23 Litoranea di Mongerbino: Aspra-Sant'Elia-Porticello-Santa Flavia
- SP 33 di Ciminna: B° Balatelle-Ciminna
- SP 37 di Gibilrossa: Ciaculli-Gibilrossa-B° Coda di Volpe
- SP 38 di Belmonte e S.Cristina: Misilmeri-Belmonte Mezzagno-Santa Cristina Gela-B° Piano di Cola
- SP 56 di Solunto: B° S.Flavia-Solunto
- SP 61 di Casteldaccia:  Settentrionale Sicula presso B° Casetta Bianca-Casteldaccia-B° Case Vecchie del Corvo
- SP 61 bis Litoranea di Fondachello:  Settentrionale Sicula presso B° Fondachello- Settentrionale Sicula presso B° Casetta Bianca
- SP 73 Circonvallazione di Bagheria: Villa S.Cataldo-Cavalcavia Ferroviario
- SP 74 Litoranea di Aspra: Aspra-Marina di Ficarazzi-Burrone Calabrese
- SP 76 di Portella di Mare: Villabate-Misilmeri
- SP 77 di Misilmeri-Bolognetta: Misilmeri-Bolognetta
- SP 87 Vanellone del Fonditore: Settentrionale Sicula presso B° Ponte Eleuterio-Bagheria-B° Ranteria
- SP 88 di De Spuches: Bagheria-Casteldaccia
- SP 121 di Cangemi: Termini Imerese-Contrada Cangemi-Contrada San Giorgio-B° Giovenco
- SP 125 dell’Eleuterio: Misilmeri-Contrada Porcara-B° Quattro Finaite
- SP 126 di Valle Del Landro: Belmonte Mezzagno-Misilmeri
- SP 127 di Amalfitano: B° Cordova-contrada Amalfitano-B° Porcarella
- SP 134 di Cozzo Scozzari: Bolognetta-Cozzo Scozzari-B° Portella Dell’Accia

## Strade Provinciali dell'Area Metropolitana - Zona B
- SP 1 di Montelepre: Borgonuovo-Montelepre-Partinico e bretella di collegamento con la contrada Pizzo di Capra
- SP 1 bis di Giardinello: B° Giardinello-B° stazione di Lo Zucco- svincolo di Montelepre - Zucco- Settentrionale Sicula presso B° Paterna
- SP 3 di Carini:  Settentrionale Sicula presso B° Foresta-Carini-B° Cavallaro
- SP 3 bis di Torretta:  Settentrionale Sicula presso B° Capaci-B° Cavallaro- Torretta-B° Bellolampo
- SP 5 di Altofonte: Villagrazia- Altofonte
- SP 17 di Balestrate:  Settentrionale Sicula presso B° Falconara-B° Quattro Vanelle-Balestrate
- SP 40 del Saraceno: Carini-Montelepre
- SP 43 di Ciammarita: -Ciammarita
- SP 49 del Biviere-Equino: Piano Maglio-Aquino
- SP 57 di San Martino: Boccadifalco-San Martino delle Scale
- SP 63 di Madonna del Ponte: Partinico-Madonna del Ponte-B° Quattro Vanelle
- SP 63 bis di Calatubo: B° Quattro Vanelle-B° Villa Chiarelli
- SP 68 bis di Pezzingoli: Aquino-B° Case Barone-B° Pezzingoli
- SP 69 di Monreale:  di Monreale presso B° Rocca-Monreale- di Monreale presso B° Villa Carolina
- SP 81 di Valguarnera:  Settentrionale Sicula presso B° Riolo-B° Sant'Anna- Settentrionale Sicula presso B° Bosco
- SP 116 di Piano del Fico:B° Mortaro-B° Trappeto
- SP 122 di Cannizzaro: B° Furia- Settentrionale Sicula presso B° Madonna del Ponte
- SP 131 di Caculla: B° Case Barone-B° Case Pupella
- SP 132 di Torrente Finocchio: Ponte sul torrente Finocchio-B° Chiarelli- di Castellammare del Golfo- c.da Sicciarota
- SP 135 del Monastero: Borgetto-B° Ponte Nocella
- SP 137 di Monaco: Torretta-Q.vio Villa Fanni-B° Manostalla

## Strade Provinciali delle Basse Madonie
- SP 8 di Valledolmo:  dell'Etna e delle Madonie presso B° Piano degli Ziti-Valledolmo- Catanese presso B° Fontanamurata (km 23,650)
- SP 24 di Scillato: Autostrada A19 presso svincolo di Scillato-  dell'Etna e delle Madonie presso B° Caltavuturo (km 8,000)
- SP 41 di Borgo Ragalmici:  Catanese presso B° Fattoria-Fontana Murata-Stazione di Valledolmo-B.Ragalmici- C/da Bocca Di Capra verso la  della Valle del Platani (km 15,900)
- SP 53 della Incatena: Alia-B° Mandragiumenta (km 25,370)
- SP 58 di Sclafani: B° Pietra-Sclafani Bagni-C/da Brignole-B° Mandragiumenta (km 14,100)
- SP 64 di Serra Fichera: B° Serra Fichera-B° Stazione di Vallelunga (km 20,317)
- SP 72 di Ciolino: B° Portella del Morto-Cuti-Portella dell'Inferno verso Ciolino (Resuttano) (km 4,100)
- SP 112 del Landro:  Catanese presso B° Catena vecchia-Landro- Catanese presso B° Santa Caterina (km 21,420)

## Strade Provinciali del Basso Corleonese
- SP 12 di Contessa: Campofiorito-Contessa Entellina-B° Piangipane (km 26,700)
- SP 19 di San Carlo:  di Ribera presso B° San Carlo-Ponte Valentino (km 1,080)
- SP 35 di Santa Maria Del Bosco: B° Catrini-Santa Maria Del Bosco-B° Miccina (km 19,270)
- SP 44 di Ponte Alvano: Roccamena-Ponte Alvano (km 17,800)
- SP 44 bis di Carrubella: Bisacquino-B° Catrini-B° Ponte Alvano (km 7,110)
- SP 50 di Giuliana:  Centro Occidentale Sicula presso B° Fontanelli-Giuliana (km 1,800)
- SP 59 di Giammaria: B° Portella della Rena-B° Pomo di Vegna (km 12,100)
- SP 83 dei Mulini: B° Madonna di Pompei- Centro Occidentale Sicula presso B° Mulini (km 2,350)
- SP 90 della Castagnola: B° Chiappetta-C/da la Castagnola (km 4,094)
- SP 98 del Vaccarizzo: B° Contessa Entellina-B° Carrubba Nuova-B° Cavallaro (km 22,190)
- SP 98 bis del Senore: B° Senore-Ponte Senore (km 0,290)
- SP 108 di Ruggirello: Giuliana-B° Valvino (km 7,350)
- SP 109 di Favarotti: B° Favarotti-Case Marcianti (km 0,776)
- SP 110 di Batticano: B° Balatazza-B° Batticano (km 5,200)
- SP 118 di Piscopo:  Centro Occidentale Sicula presso B°C/da Mulini-San Carlo (km 7,910)

## Strade Provinciali dell'Imerese
- SP 7 di Montemaggiore:  dell'Etna e delle Madonie presso B° Cerda-Aliminusa-Montemaggiore Belsito-Alia- Catanese presso B° Sette Frati (km 25,600)
- SP 21 di Sciara:  di Caccamo presso B° S.Giovanni-Sciara- Settentrionale Sicula presso B° Serra (km 15,230)
- SP 117 dello Scalo di Montemaggiore:Montemaggiore Belsito-B° per lo scalo di Montemaggiore- di Caccamo presso B° Stampa (km 26,250)

## Strade Provinciali del Lercarese
- SP 22 della Stazione di Lercara Bassa:  Catanese presso B° Cozzo Grotticelli-Stazione di Lercara Bassa-B° Catena (km 10,820)
- SP 26 di Godrano: Villafrati-Cefalà Diana-Godrano- Corleonese Agrigentina presso B° Lupo (km 14,300)
- SP 31 della Margana: B° Ponte San Giuseppe-C/da Margana-B° Undici ponti (km 24,400)
- SP 36 di Castronovo:  Centro Occidentale Sicula presso B° Cappelluzzo-Castronovo di Sicilia-B° De Pupo (km 11,500)
- SP 36 bis di Riena:  Centro Occidentale Sicula presso B° Riena-B° Margana (km 15,000)
- SP 36 ter di Marfarina: B° Portella della Croce-B° Giardo (km 6,000)
- SP 48 del Platani: C.da Melia-Ponte Vecchio sotto Castronovo-C.da Finocchiara-Cammarata (km 17,000)
- SP 55 di Mezzojuso e Campofelice:  Catanese presso B° Ponte Deputazione-Mezzojuso-Campofelice di Fitalia (km 9,800)
- SP 55 bis della Deputazione: B° Villafrati- Catanese presso B° Ponte Deputazione (km 4,000)
- SP 77 bis di Bolognetta e Villafrati: Bolognetta-Villafrati- Catanese presso B° Tavolacci (km 12,050)
- SP 78 di Ponte Morello: Lercara Friddi- della Valle del Platani B° Morello (km 10,000)
- SP 79 di San Pietro:  della Valle del Platani presso B° Morello- della Valle del Platani B° San Pietro (km 5,320)
- SP 82 del Giardo:  Centro Occidentale Sicula presso B° Conca-Ponte Mendola-Prizzi-B° Santa Barbara (km 22,500)
- SP 84 di Vicari: B° Azziriolo-Vicari-  Scorrimento veloce Palermo-Agrigento presso B° Manganaro (km 14,336)
- SP 123 di Piedigrotta: Lercara Friddi-Castronovo di Sicilia (km 11,140)
- SP 124 di Scifitello: Vicari- Catanese presso B° Santa Maria (km 3,170)
- SP 139 dell'Orto: Roccapalumba-Bivio  Catanese (km 2,800)
- SP 140 di Marineo: Marineo-Godrano (km 5,250)

## Strade Provinciali del Partinicese
- SP 2 di Fellamonica: Partinico-San Cipirello (km 15,600)
- SP 18 di Ponte Murana: Camporeale-Ponte Murana (km 9,600)
- SP 20 di San Giuseppe e Camporeale:  di Monreale presso B° Di Cristina-San Giuseppe Jato-San Cipirello-Camporeale-B° Guglia (km 43,810)
- SP 30 di De Sisa: B° Fellamonica-B° De Sisa-B° Rapitalà (km 11,380)
- SP 39 di Grisì: B° Sant'Anna-Grisì-B° De Sisa (km 10,900)
- SP 45 bis del Belice Sinistro: B° Gamberi-Masseria Zona Balata (km 5,150)
- SP 45 ter del Belice Sinistro 2° Tronco: dal km 17,490 al km 18,590 dei due Ponti sul Belice Sinistro (km 1,100)
- SP 46 di Gallitello: B° Curbici-B° Croce di Frattacchia- di Gibellina presso B° Gallitello (km 15,000)
- SP 47 di Giammartino: B° Croce di Frattacchia-B° Giammartino (km 6,900)
- SP 47 bis di Ravanusa: B° Mandello- Palermo-Sciacca presso B° Ravanusa (km 4,620)
- SP 65 del Belice Destro:  Palermo-Sciacca presso B° Perciata-B° Spinapulce (km 14,000)
- SP 67 di Mirto:  di Monreale presso B° Borgetto-Portella Guastella (km 11,000)
- SP 67 bis della Chiusa:B° Ginestra-C/da Chiusa (km 2,000)
- SP 89 di Poggio San Francesco: Altofonte - Portella della Paglia (km 8,100)
- SP 105 di Vallefondi: Baraccopoli Signorino-B° Vallefondi (km 3,553)
- SP 106 del Cancelliere: Camporeale-B° Cancelliere (km 5,400)
- SP 107 di Capparini:  Palermo-Sciacca presso B° Calatrasi-B° Capparini (km 3,500)
- SP 111 della Trazzera Alcamo-Raitano: B° Ferricini-Quadrivio Le quattro Vanedde-B° Balletto (km 10,800)
- SP 138 di Giambascio: B° Case Prestigiacomo-B° Fellamonica (km 5,000)